# Waschmittelenzym

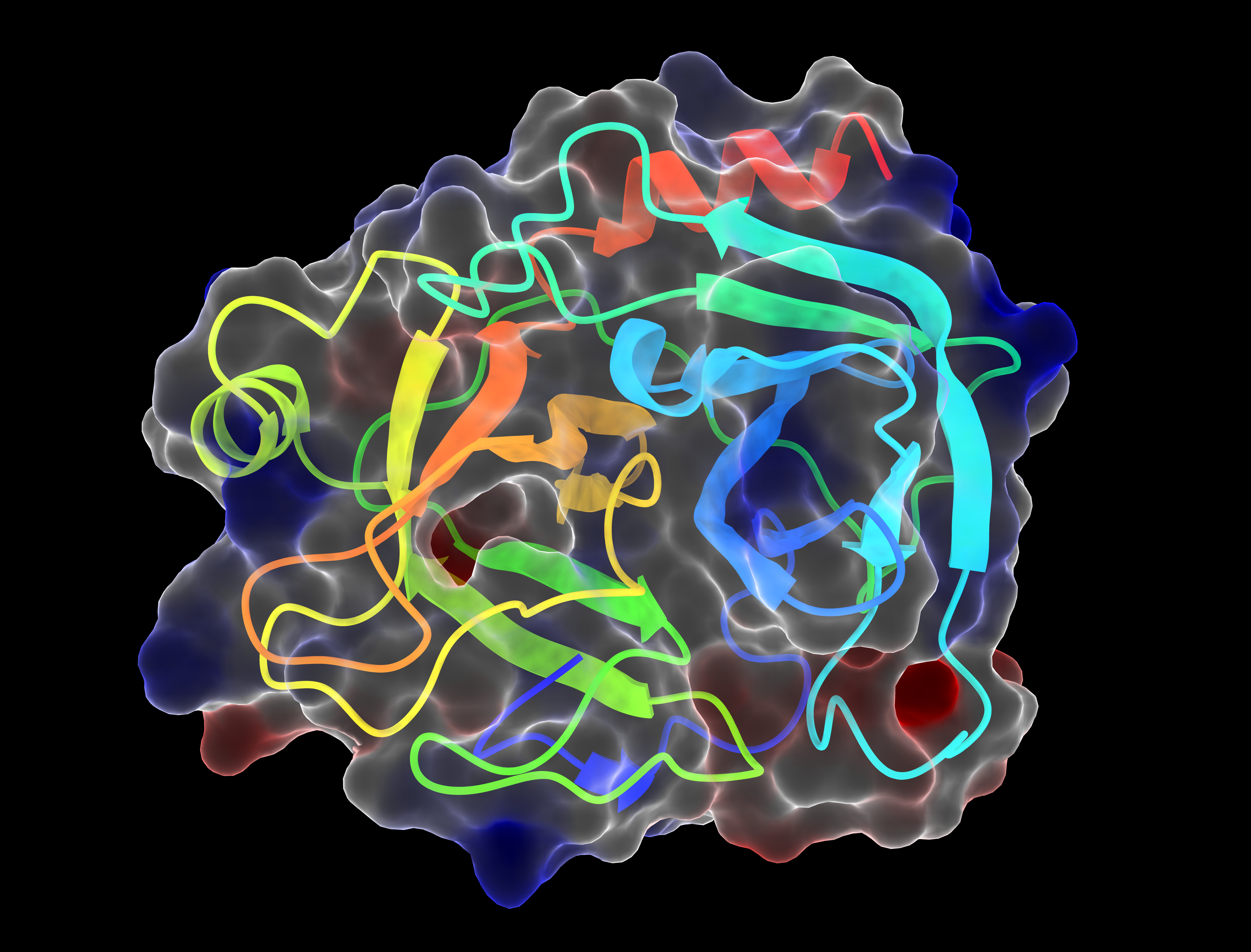
Die Protease Trypsin war 1914 das erste Waschmittelenzym, wird aber heute nicht mehr verwendet

Ein Waschmittelenzym ist ein Enzym, das in Waschmitteln verwendet wird. Waschmittelenzyme werden in flüssigen und pulverförmigen Waschmitteln eingesetzt, um Verschmutzungen biologischen Ursprungs abzubauen oder den hellen Flaum auf dunkler Wäsche aus Baumwolle zu entfernen. Mit etwa 25–37 % des Umsatzes aller industriell verwendeten Enzyme sind Waschmittelenzyme die am meisten verwendeten. Die Umgebungsbedingungen in der Waschmaschine sind ähnlich wie in der Geschirrspülmaschine, weshalb in Maschinengeschirrspülmitteln ähnliche Enzyme (Geschirrspülenzyme) verwendet werden.

## Eigenschaften

Einerseits steigt die Aktivität eines Enzyms mit der Temperatur (oben), andererseits gibt es eine Denaturierungstemperatur (Mitte), wodurch sich die untere Kurve ergibt

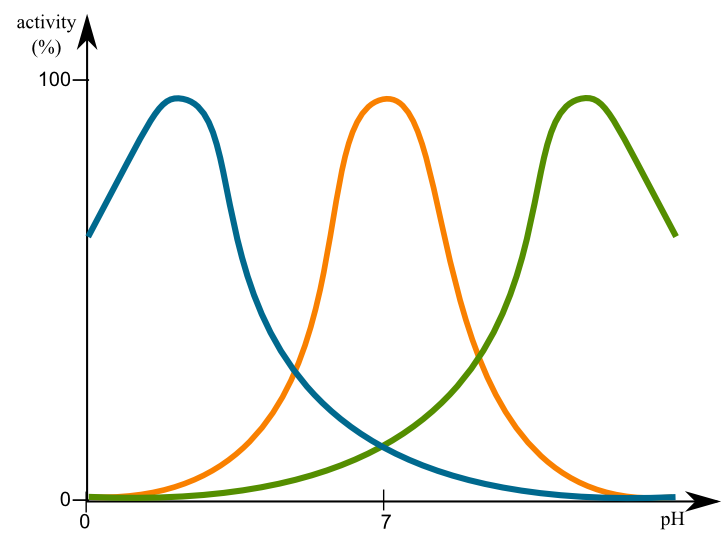
Enzyme haben, je nach ihrem Wirkort, einen optimalen pH-Wert-Bereich für ihre Aktivität. Enzyme von sauren Wirkungsorten denaturieren bereits bei leicht basischen Bedingungen (blau) und umgekehrt (grün).

Typische biologische Verschmutzungen auf Textilien umfassen Proteine (Eiweiße), Stärke und andere Kohlenhydrate sowie Fette. Daher werden für diese Verschmutzungen Enzyme verwendet, welche diese spalten können. Dies sind:
- für Proteine Proteasen (Proteine kommen in Ei-, Milch-, Fleisch- und Grasflecken vor),
- für Stärke Amylasen (Stärke kommt in Beilagen wie Kartoffeln, Nudeln und Reis vor),
- für Kohlenhydrate aus der Gruppe der Mannane Mannanasen (Mannane kommen in Schokolade, Eiscreme, Zahnpasta und Verdickungsmitteln vor) und
- für Kohlenhydrate aus der Gruppe der Pektine Pektatlyasen (Pektine kommen in Obst, Gemüse und Verdickungsmitteln vor) und
- für Fette Lipasen (Fette kommen in Speisefetten und Speiseölen vor).
- Daneben werden in manchen Waschmitteln Cellulasen eingesetzt, um Cellulose abzubauen, wodurch aus dem Garn herausragende Cellulosefasern zerlegt werden. Dadurch gibt es weniger Flaum auf Baumwollstoffen, wodurch weniger Licht vom Flaum reflektiert wird und ein dunkles Kleidungsstück dunkler aussieht. Bei hellen Baumwollstoffen bleibt nach Cellulasebehandlung weniger Staub am Flaum hängen, wodurch Kleidungsstücke weniger vergrauen und somit heller erscheinen.

Während in Vollwaschmitteln und Buntwaschmittel Proteasen verwendet werden, enthalten Wollwaschmittel für proteinbasierte Textilien wie Wolle und Seide keine Proteasen, da diese durch Proteasen beschädigt werden. Da aus Umweltschutzgründen weniger Tenside und Phosphate in Waschmitteln eingesetzt werden sollen, werden zur Erhaltung der Reinigungswirkung mehr Waschmittelenzyme verwendet, die generell als Proteine biologisch abbaubar sind. Mit Enzymen kann bei gleicher Reinigungswirkung mit niedriger Temperatur und kürzeren Umwälzungszyklen gewaschen werden, wodurch die Textilien weniger beansprucht werden und somit eine längere Haltbarkeit aufweisen.
Im Prinzip sind Waschmittelenzyme ähnlich wie Verdauungsenzyme zusammengesetzt, besitzen aber unterschiedliche Umgebungsbedingungen. So werden sie in einem deutlich größeren Temperaturbereich eingesetzt, von 15 °C bis 90 °C. Einerseits müssen sie bei 90 °C thermostabil sein und dürfen nicht schnell denaturieren und dadurch ihre Enzymaktivität verlieren, andererseits müssen sie auch eine ausreichende Enzymaktivität bei 15 °C aufweisen, denn die Enzymaktivität steigt mit der Temperatur. Waschmittel besitzen einen basischen pH-Wert, um Proteine und Fette besser zu lösen. Daher müssen Waschmittelenzyme eine maximale Enzymaktivität bei höherem pH-Wert aufweisen. Auch dürfen sie nicht durch Tenside denaturiert oder durch Bleichmittel chemisch inaktiviert werden. Ebenso sollen sie eine lange Haltbarkeit aufweisen und nicht durch Chelatoren gehemmt werden.

## Enzyme
Proteasen sind die größte Gruppe unter den industriellen Enzymen, mit etwa 60 % Anteil des Umsatzes. In Waschmitteln werden verschiedene Proteasen eingesetzt. Nur Proteasen aus der Gruppe der Serinproteasen sind für den Einsatz in Waschmitteln geeignet. Die meisten Proteasen in Waschmitteln basieren auf Subtilisin aus Bacillus. Die meisten Proteasen werden auch in Bacillus hergestellt.
Waschmittelproteasen
| Handelsname  | Hersteller | Ursprung        | Wildtyp oder modifiziert | produziert in   | Eigenschaften                                         |
| ------------ | ---------- | --------------- | ------------------------ | --------------- | ----------------------------------------------------- |
| Alcalase     | Novozymes  | B. lichenformis | WT                       | B. lichenformis |                                                       |
| Savinase     | Novozymes  | B. clausii      | WT                       | B. clausii      |                                                       |
| Purafect     | Genencor   | B. lentus       | WT                       | B. subtilis     | höhere Enzymaktivität bei pH 9–12                     |
| Everlase     | Novozymes  | B. clausii      | PE                       | B. clausii      | bleichmittelstabil                                    |
| Purafect OxP | Genencor   | B. lentus       | PE                       | B. subtilis     | höhere Enzymaktivität bei pH 9–12, bleichmittelstabil |
| Esperase     | Novozymes  | B. halodurans   | WT                       | B. halodurans   |                                                       |
| Kannase      | Novozymes  | B. clausii      | PE                       | B. clausii      |                                                       |
| Properase    | Genencor   | B. alkalophilus | PE                       | B. alkalophilus |                                                       |

Daneben werden auch verschiedene bakterielle Amylasen, Mannanasen, Lipasen, pilzliche und bakterielle Cellulasen in Waschmitteln verwendet.

## Geschichte
Die erste Verwendung von Enzymen in Waschmitteln war 1914, als Otto Röhm die Protease Trypsin aus tierischem Ursprung in Waschmitteln einsetzte. Ab 1959 wurden bakterielle Proteasen aus Bacillus vermarktet. Die dänische Firma Novozymes produzierten sie ab 1959 in deutlich größeren Mengen, als Trypsin verfügbar war. Im Jahr 1963 wurde die Protease Subtilisin aus Bacillus licheniformis (unter dem Markennamen Alcalase) mit einer höheren Enzymaktivität bei vergleichsweise weniger hohem pH-Wert vermarktet. Ab 1965 wurden bakterielle Proteasen von großen Waschmittelherstellern eingesetzt. In Folge kamen weitere Proteasen auf den Markt und Enzyme für Waschmittel wurden durch Protein-Engineering verändert, damit sie stabiler wurden in Gegenwart von höheren Temperaturen (Thermostabilität), Basen (Alkalistabilität), Bleichmitteln (oxidative Stabilität) und Tensiden oder eine höhere Enzymaktivität bei niedrigen Temperaturen (in kaltem Wasser) aufwiesen. Nachdem in den 1960er und 1970er Jahren über Typ-I-Allergien durch eingeatmete staubförmige Waschmittelpulver berichtet wurde, sind Sensibilisierungen durch Mikroverkapselung und Anpassungen der Zusammensetzung seltener geworden.